# Doreen Spooner
Doreen Spooner (30. ledna 1928 – 21. dubna 2019) byla anglická fotografka a první žena, která pracovala jako fotografka zaměstnaná v redakci novin na Fleet Street během své čtyřicetileté kariéry, většinou pro bulvární obrazový deník Daily Mirror.

## Kariéra
Spooner se narodila v severním Londýně v roce 1928. V kariéře fotografky ji podporoval její otec Len, obrazový editor v Daily Herald. Když jí bylo osm let, koupil jí pětidolarový fotoaparát Woolworth. Po fotografickém kurzu na Bolt Court School of Photography začala Spooner pracovat krátce pro agenturu Keystone Picture Agency. V roce 1949 nastoupila do Daily Mirror, kde ji zaměstnal obrazový editor Simon Clyne v době, kdy téměř každá žena zaměstnaná britskými novinami byla písařka nebo „tea lady“.

## Daily Mirror
V roce 1950 vyhrála ocenění British News Picture of The Year (Britská novinářská fotografie roku) s portrétem irského dramatika George Bernarda Shawa u jeho zahradní brány. Fotografovala mladou princeznu Alžbetu, jejíž portrét byl hojně využíván v mezinárodním tisku i v britských kinech během národní hymny. Také fotografovala hraběte a vévodu Windsorského během kampaně na jeho knihu Příběh krále.

## Amerika
I přes tyto rychlé úspěchy opustila deník Mirror ve chvíli, kdy se naskytla příležitost odjet na turné po Americe jako freelancer s agenturou Keystone. Tam fotografovala Alberta Einsteina, samotářskou společnost Amišů a mnoho studií amerického života na malých městech během počátku padesátých let. Poté pracovala v Paříži pro Keystone a také pro v té době novou a později ikonickou agenturu Magnum Photos, kde poznala Henriho Cartiera-Bressona a Roberta Capu, kteří pracovali s jejím otcem v Londýně a Spoonerovou inspirovali. V Paříži se také potkala s Pierreem Vandeputte-Manevym (později jedním z fotografů skupiny Beatles) a v roce 1952 se vzali. Spolu měli tři děti a na konci padesátých let se odstěhovali zpátky do Londýna. I když kvůli výchově dětí byla ve fotografickém důchodu, těžké osobní okolnosti donutily Spoonerovou oživit její profesionální kariéru a v roce 1963 se vrátila k Mirror. Tam zůstala až do svého odchodu do důchodu v roce 1988.

## Swingující Londýn
První titulní strana Spoonerové přišla v létě roku 1963, když v temné londýnské hospodě tajně vyfotografovala Christine Keelerovou a Mandy Rice-Daviesovou, dvě notoricky známé showgirls v samém srdci aféry Profumo. V šedesátých a sedmdesátých letech Spooner úzce spolupracovala s Felicity Greenovou, módní editorkou Mirror na propagaci revolučních módních stylů „Swingující Londýn“. Jednalo se o umělecké vyjádření poloviny šedesátých let a fotografování všech ikonických osobností té doby: Mary Quantová, Vidal Sassoon, Barbara Hulanicki z londýnského módního obchodu Biba, nebo topmodelky jako byla například Twiggy, za kterou byla Spooner obzvláště ráda. „Bylo zkrátka nemožné pořídit špatnou fotografii.“ Toto byl rozkvět Daily Mirror, když dosáhl 5 miliónů výtisků, oslavili to v Královské Albertově hale umění a vědy, přičemž kabaretní zábavu jim zajišťovala kapela Beatles.
V sedmdesátých letech začal deník Sun Ruperta Murdocha užírat počty výtisků Mirroru a od listopadu 1970 začal vydávat oblíbenou portrétní fotografii na Straně tři. Dívka „nahoře bez“ byla známá jako Page 3 girl. Mirror se pokoušel tento trend napodobit, ale žádný z jejich fotografů si to neužíval, hlavně proto, že to považovali za profesionálně nezajímavé. Spooner však tvrdila, že fotografování s modelkami jako je Samantha Fox, nejfotografovanější žena osmdesátých let, nebo Linda Lusardi, se nikdy nevyčerpá. Jedna z modelek vtipně poznamenala: „Vůbec nevadí, když dostaneš Doreen. Je to jako svlékat se před vlastní babičkou!“ Tento trend ustal v osmdesátých letech.
Spooner také fotografovala temnější novinové příběhy jako například stávka horníků v roce 1984, havárie trajektu Herald of Free Enterprise, ženský mírový tábor v Greenham Common nebo Toxteth Rangers. Také dokumentovala státní královskou návštěvu Číny v roce 1986 a stála přímo vedle prince Philipa, když dělal své slavné „štěrbinové oči“.
Během kariéry v Mirror byl význam díla Spoonerové obrovský a zahrnoval celou řadu fotografií významných osobností – Margaret Thatcherovou, Edwarda Heatha, Leonarda Bernsteina, Tennessee Williamse, Sophii Lorenovou, Yvesa St. Laurenta, Edith Sitwellovou, Freddieho Mercuryho, Spandau Ballet, Dianu Rigg nebo Shirley Basseyovou.

## Uznání
Po odchodu do důchodu byla Spooner zvolena členkou Královské fotografické společnosti, stala se členkou Národní rady pro školení novinářů v radě fotožurnalistiky, a byla vyhledávaná pro prezentace v oblasti fotografie až do roku 2013 (například na půdě Královské fotografické společnosti přednášela o vizuální žurnalistice).
V únoru 1990 poskytla interview časopisu Journal společnosti Royal Photographic Society. V říjnu 2016 Spooner dokončila svou autobiografii Camera Girl, vydanou nadací Mirror Books. Některé detaily její kariéry jsou také obsaženy v knížce Ladies of the Street spisovatelky Liz Hodgkinsonové,
 také vystupovala v rádiu BBC během dvou dílů seriálu First Ladies Of The Street (První dámy ulice), vysílaných v prosinci 2018.
Doreen Spooner zemřela 21. dubna 2019 ve svých 91 letech.